# Besedice
Besedice (in tedesco Beseditz, Bessetitz) è un villaggio, facente parte del comune di Koberovy nel distretto Jablonec nad Nisou. Si trova a circa 1,5 km a ovest di Koberovy.
Besedice è anche il nome di un'area catastale con un'area di 4,18 km². Michovka e Zbirohy si trovano anche nell'area catastale di Besedice.
L'intero territorio di Besedice rientra nell'area paesaggistica protetta del Paradiso Boemo. Nel catasto di Besedice si trovano Suché skály, parte della cresta del Kozákov, la collina più alta dell'altopiano di Jičín Sokol (562 m s.l.m) con i complessi rupestri di Chléviště e Kalich, la collina di Zbirohy con il complesso rupestre e le rovine di Zbirohy o il memorabile albero di Tis a Besedice.

## Storia
La prima menzione scritta del villaggio avvenne nel 1454.